# Raphael Rohrer
Raphael Rohrer (* 3. Mai 1985 in Vaduz) ist ein ehemaliger liechtensteinischer Fussballspieler.

## Karriere

### Verein
In seiner Jugend spielte Rohrer für den FC Schaan, bei dem er 2002 in den Herrenbereich befördert wurde. 2003 schloss er sich der U18 des Hauptstadtklubs FC Vaduz an. Ein Jahr später wechselte er zum Schweizer Verein Chur 97. Nach einer Station beim USV Eschen-Mauren kehrte er zur Saison 2007/08 zum FC Vaduz zurück, mit dem er 2008 Liechtensteiner Cupsieger wurde und den Aufstieg in die Super League erreichte. In der folgenden Spielzeit unterschrieb er erneut einen Vertrag beim USV Eschen-Mauren, bevor er den Verein 2011 in Richtung FC Triesen verliess, wo er von 2012 bis 2016 als Spielertrainer fungierte. 2016 wechselte er zum FC Buchs in die Schweiz, für den er in der Saison 2018/19 ebenfalls als Spielertrainer aktiv war. Seit 2019 ist er vereinslos.

### Nationalmannschaft
Er gab sein Länderspieldebüt für die liechtensteinische Fussballnationalmannschaft am 7. Juni 2003 beim 1:3 gegen Mazedonien im Rahmen der Qualifikation zur Fussball-Europameisterschaft 2004, als er in der 79. Minute für Roger Beck eingewechselt wurde.

## Erfolge
FC Vaduz
- Liechtensteiner Cupsieger: 2008
- Aufstieg in die Super League: 2008